# 洪水橋站 (輕鐵)
洪水橋站（英語：Hung Shui Kiu Stop），是港鐵輕鐵車站，代號380，屬單程車票第4收費區（往元朗方向為首個單程車票第4收費區的車站）。洪水橋站位於青山公路－洪水橋段，為洪水橋一帶的居民提供服務。

## 車站結構

### 車站樓層
| 地面              | 出口     | 麗珊園、錦珊園、雅珊園 |   |  |
| 地面              | 月台     | \| 側式 · 開左邊车门 \| \| \| \| \| \| \| \| 輕鐵610綫往元朗（塘坊村） 輕鐵614綫往元朗（塘坊村） 輕鐵615綫往元朗（塘坊村） 輕鐵720綫往天榮（坑尾村） 輕鐵751綫往天逸（坑尾村） \| 1 \| \| \| \| 2 \| 輕鐵610綫往屯門碼頭（鍾屋村） 輕鐵614綫往屯門碼頭（鍾屋村） 輕鐵615綫往屯門碼頭（鍾屋村） 輕鐵751綫往友愛（鍾屋村） \| \| \| \| 側式 · 開左邊车门 \| \| \| \| \| |   |  |
| 隧道              | 行人隧道 | 往青山公路－洪水橋段、翠珊園 |   |  |
| 側式 · 開左邊车门 |          | |   |  |
|                   |          | 輕鐵610綫往元朗（塘坊村） 輕鐵614綫往元朗（塘坊村） 輕鐵615綫往元朗（塘坊村） 輕鐵720綫往天榮（坑尾村） 輕鐵751綫往天逸（坑尾村） | 1 |  |
|                   | 2        | 輕鐵610綫往屯門碼頭（鍾屋村） 輕鐵614綫往屯門碼頭（鍾屋村） 輕鐵615綫往屯門碼頭（鍾屋村） 輕鐵751綫往友愛（鍾屋村） |   |  |
| 側式 · 開左邊车门 |          | |   |  |

### 車站周邊
- 洪水橋巴士站
- 洪水橋（洪元路）巴士總站
- 洪福邨
- 洪福商場
- 瑞豐華庭
- 滙都
- 頤景居
- 柏雨花園
- 麗珊園
- 錦珊園
- 朗峰園
- 翠珊園
- 雅珊園
- 麗虹花園
- 泉薈
- 尚城
- 溱林
- 天主教崇德英文書院
- 嗇色園主辦可道中學
- 洪天路緊急月台

## 外部連結
- 港鐵公司 - 輕鐵及巴士服務 - 輕鐵街道圖 （页面存档备份，存于）
- 港鐵公司 - 輕鐵及巴士服務 - 輕鐵行車時間表 （页面存档备份，存于）
- 香港鐵路大典上的相关条目：洪水橋站 (輕鐵)